# Hydrocotyle sulcata
Hydrocotyle sulcata är en växtart i släktet Hydrocotyle och familjen araliaväxter.
Arten förekommer i Nya Zeeland. Den beskrevs av Colin James Webb & Peter Neville Johnson 1982.